# El susurro del jaguar
El susurro del jaguar es una película dramática colombo-brasileña de 2017 dirigida y protagonizada por Simone Paetau y Thais Guisasola. La cinta fue exhibida en el Festival Internacional de Cine de Cartagena en 2018 y ganó un premio en la categoría a mejor director en dicho festival. Narra la historia de una mujer que se adentra en la selva del Amazonas llevando las cenizas de su hermano en una búsqueda erótica y espiritual.

## Reparto
- Simon Jaikiriuma Paetau
- Thais Guisasola